# 육군대장 (소련)
육군대장(러시아어: генерал армии 게네랄 아르미야[*])은 소련 육군의 계급 중 하나이다. 소련군의 고위 장성 계급으로, 소련 육군에서 육군대장보다 높은 계급은 소비에트 연방원수밖에 없다. 1940년 6월 제정된 이후 소련이 망할 때까지 133명의 육군대장이 임명되었고 그 중 32명은 소비에트 연방원수까지 승진했다. 오늘날 러시아 연방의 육군 최고 계급인 육군대장은 소련 육군대장의 후신이다.
보통 국방성 근무자나 참모 장성, 군관구 사령관에게 주어진 계급으로, 1970년대 이후로는 KGB 총수나 내무성 장관도 이 계급을 받는 경우가 잦았다.
해군의 함대사령관과 동격이다. 육군대장 계급은 보병과 해병 병과만 사용했으며, 포병, 공군, 기갑, 공병, 통신병은 병과원수 및 병과상원수 계급을 따로 사용했다.
| 소련군 계급              |                              |                                        |                                             |
| 상장 (Генерал-полковник) | 육군대장 (Генерал армии)     | 육군대장 (Генерал армии)               | 소비에트 연방원수 (Маршал Советского Союза) |
| 상장 (Генерал-полковник) | 병과원수 (Ма́ршал ро́да во́йск) | 병과상원수 (Главный ма́ршал ро́да во́йск) | 소비에트 연방원수 (Маршал Советского Союза) |